# 皮德吉爾涅 (米海利夫卡區)
47°7′47″N 35°13′8″E / 47.12972°N 35.21889°E
皮德吉爾涅（烏克蘭語：Підгірне）是位於烏克蘭東南部的村莊，由扎波羅熱州梅利托波爾區的普洛多羅德內市鎮負責管轄。該村始建於1922年，面積0.65平方公里，海拔高度73米，2001年人口86，人口密度每平方公里132.3人。